# Antonio Carracci

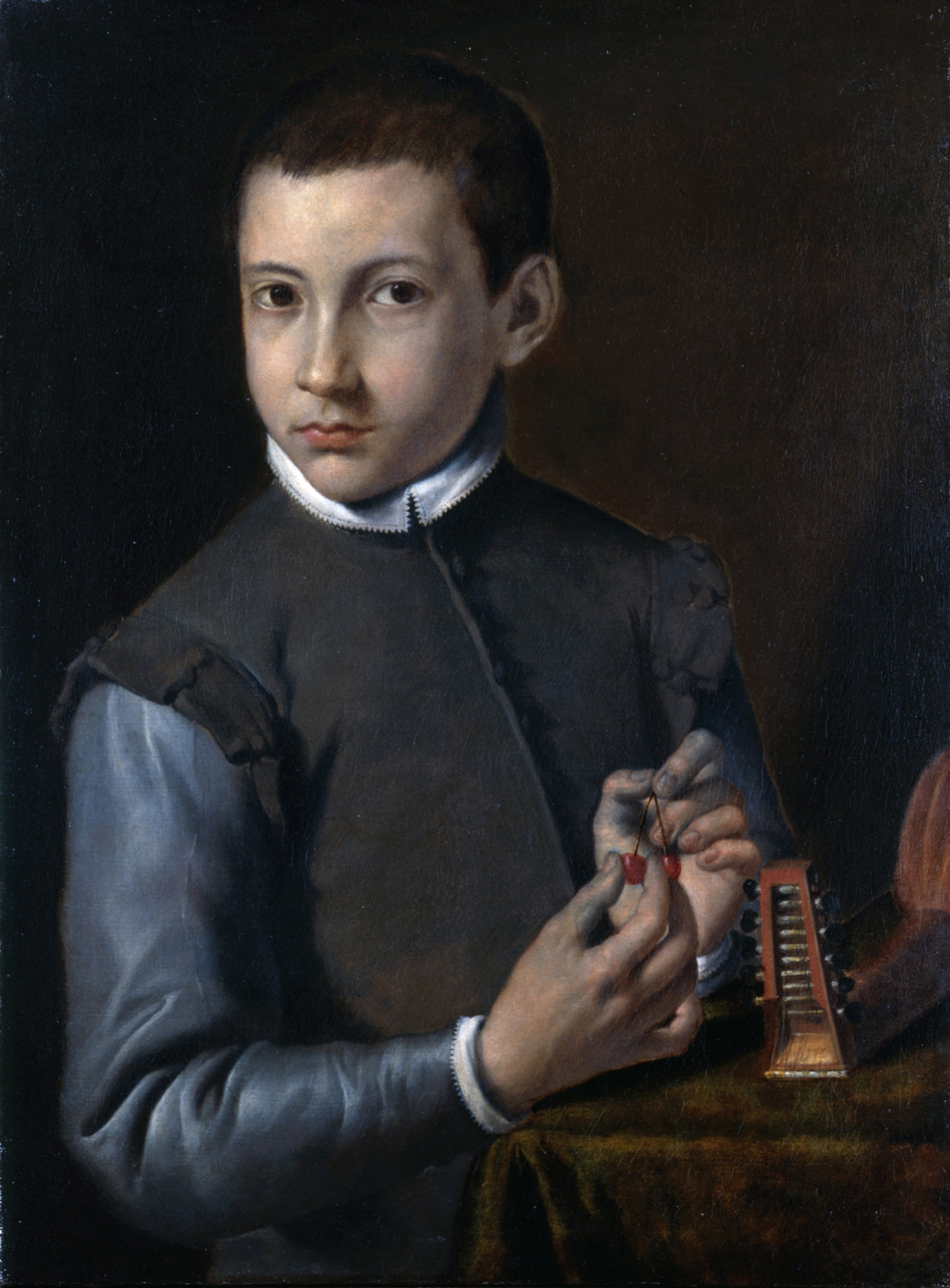
Porträtt föreställande Antonio Carracci, utfört av Agostino Carracci.

Antonio Marziale Carracci, född 1583 i Venedig, död 8 april 1618 i Rom, var en italiensk målare. Han målade framför allt religiösa motiv, i en stil påverkad av Guido Reni.
Han var utomäktenskaplig son till Agostino Carracci. Antonio gick i lära hos fadern tillsammans med bland andra Domenichino, Sisto Badalocchio och Giovanni Lanfranco. När hans far dog 1602 flyttade han till Rom och började vid farbrodern Annibale Carraccis studio. När Annibale dog 1609 flyttade han till Bologna och hans fars kusins, Ludovico Carraccis, studio. 1614 blev han medlem av Accademia di San Luca.